# QGIS
QGIS (dawniej: Quantum GIS) – wieloplatformowe, wolne i otwarte oprogramowanie geoinformacyjne (GIS). Projekt QGIS jest częścią Fundacji Open Source Geospatial (OSGeo).
QGIS umożliwia zarządzanie danymi geograficznymi, tworzenie własnych danych, w tym zastosowanie współrzędnych GPS, wykonywanie analiz przestrzennych oraz tworzenie map. Funkcjonalność programu może być rozszerzona poprzez wykorzystanie dodatkowych wtyczek np. Georeferencer, OpenLayers, GRASS. Program zapewnia możliwość integracji z innymi projektami OSGeo, w tym m.in. z PostGIS, MapServer, GDAL / OGR.
QGIS rozwijany jest przez grupę programistów działających na zasadach wolontariatu. System udostępniany jest na zasadach licencji GNU GPL w 39 wersjach językowych.

## Podstawowe funkcje programu
QGIS umożliwia m.in. gromadzenie, przetwarzanie (tworzenie, selekcję, identyfikowanie, edytowanie, przeglądanie, zarządzanie), wyświetlanie, analizowanie, interpretowanie i udostępnianie danych przestrzennych, w tym publikowanie kompozycji mapowych w Internecie. 
Obsługiwane źródła danych przestrzennych:
- pliki w formatach wektorowych m.in.: ESRI shapefile (SHP), ESRI Arc/Info binary coverage, Mapinfo TAB i MIF / MID, SDTS, GML, Keyhole Markup Language (KML), GPX, DXF oraz w innych formatach wspieranych przez bibliotekę OGR;
- pliki w formatach rastrowych m.in.: TIFF / GeoTIFF, JPEG / JPEG2000, PNG, ERDAS IMG, GRASS Raster, ESRI Arc/Info ASCII lub Grid oraz w innych formatach wspieranych przez bibliotekę GDAL;
- dane udostępniane poprzez serwery usług sieciowych: WMS, WCS i WFS;
- dane zgromadzone w bazach danych: PostgreSQL (poprzez PostGIS), SQLite (poprzez SpatiaLite i GeoPackage), MySQL, a także w bazie danych Oracle Spatial;

System obsługuje szereg układów współrzędnych, w tym m.in.:
- układ 1942 (PL-1965) (Pulkovo 1924(58) / Poland - kody EPSG: 3120, 2172, 2173, 2174, 2175);
- układ 2000 (PL-2000) (ETRS89 / Poland CS2000 - kody EPSG: 2176, 2177, 2178, 2179);
- układ 1992 (PL-1992) (ETRS89 / Poland CS1992 - kod EPSG: 2180);